# Augusta Šantel

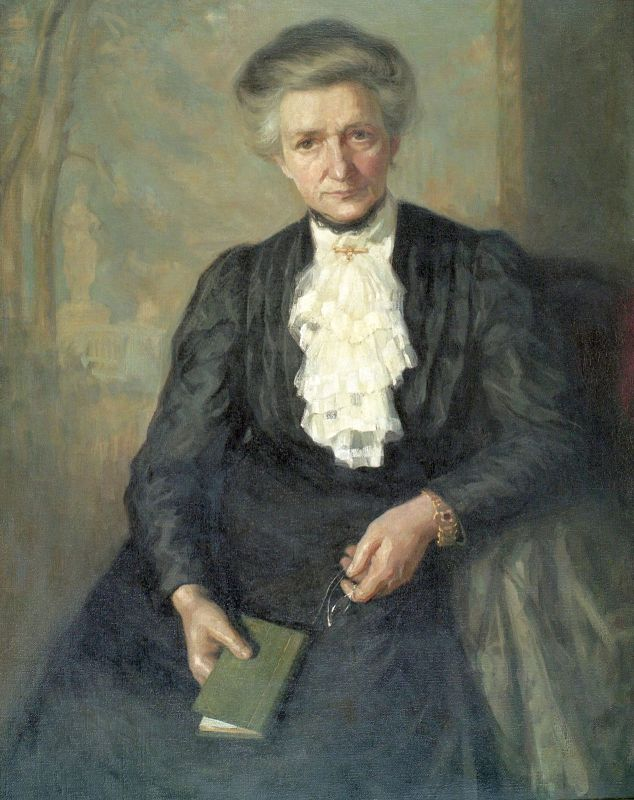
Augusta Šantel, porträtiert von ihrer Tochter Henrietta Šantel (1917/1918)

Augusta Šantel, auch Avgusta, geb. von Aigentler (* 12. Mai 1852 in Stainz; † 29. Mai 1935 in Laibach), war eine österreichische Porträtmalerin.

## Familie
Augusta von Aigentler wurde 1852 in der steiermärkischen Gemeinde Stainz als Tochter des Richters Hugo von Aigentler (1819–1864) geboren, der in seiner Freizeit Miniaturen malte. Ihre Mutter Henrika (Henriette) von Aigentler, geb. Fischer (1828–1873), war eine Tochter von Maddalena Tominz, der Schwester des italienischen Malers Giuseppe Tominz. Zu Augusta von Aigentlers Geschwistern gehörte Henriette von Aigentler, Ehefrau des Physikers und Philosophen Ludwig Boltzmann.
Augusta von Aigentler heiratete 1873 den Gymnasialprofessor Anton Šantel. Aus der Ehe gingen sieben Kinder hervor, von denen vier das Erwachsenenalter erreichten. Hiervon widmeten sich Henrietta (Henrika) Šantel (1874–1940), Augusta Šantel die Jüngere (1876–1968) und Aleksander (Saša) Šantel (1883–1945) ebenfalls in bedeutendem Maße der Malerei.

## Leben
Von 1865 bis 1872 studierte Augusta von Aigentler Malerei an der Kunstakademie in Graz bei Joseph Ernst Tunner und Heinrich Schwach. Bis zu ihrer Heirat setzte sie ihre Studien in München fort. Danach unterrichtete sie als Zeichenlehrerin an der höheren Mädchenschule in Görz. Sie zeigte ihre Arbeiten in Ausstellungen in Laibach (1900) und Görz (1912).
Vor dem Ersten Weltkrieg gehörte Görz zu Österreich und wurde in dessen Verlauf von Italien erobert. Aufgrund der einsetzenden Kriegshandlungen verließ Augusta Šantel mit ihrem Ehemann und drei Töchtern 1915 die Stadt. Nach verschiedenen Stationen wie Dolenjske Toplice, Wien und Groisbach ließ sich die Familie im März 1917 auf einem eigenen Gut in Gurkfeld nieder. Es brannte jedoch im Februar 1918 ab, so dass sie als Pächter unterkommen mussten.
Nach dem Tod ihres Ehemanns 1920 zog Augusta Šantel zusammen mit ihrer Tochter Henrietta nach Marburg an der Drau, wo Augusta Šantel die Jüngere bereits als Lehrerin arbeitete. Als diese in den Ruhestand ging, siedelten die drei Frauen schließlich 1929 (oder Anfang der 1930er Jahre) nach Laibach um. Dies geschah auf Wunsch von Saša Šantel, der dort seit 1920 mit seiner Familie lebte. Augusta Šantel und ihre beiden Töchter erwarben eine Villa in der Straße Verstovškova (später umbenannt in Teslova). Augusta Šantel blieb bis zu ihrem Lebensende in Laibach. Dort starb sie 1935 im Alter von 83 Jahren. Sie wurde auf dem Zentralfriedhof Žale begraben.
In der Sammlung der Slowenischen Nationalgalerie befinden sich ein Kriegstagebuch von Augusta Šantel und umfangreiche Korrespondenz der Familie Šantel. 2018 fand dort eine Ausstellung zu der Künstlerfamilie statt.

## Werk

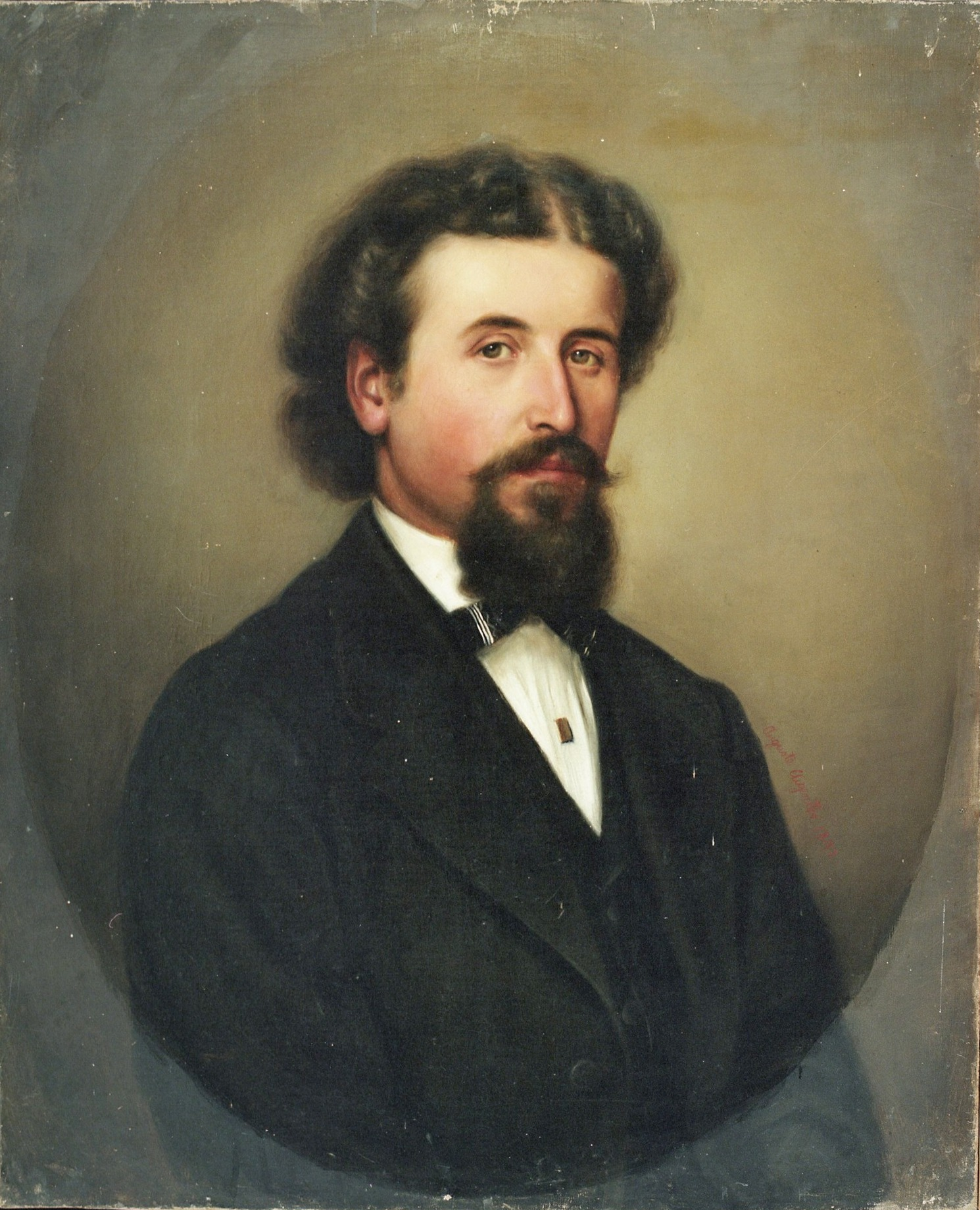
Anton Šantel, porträtiert von Augusta Šantel (1873)

Augusta Šantel wirkte vor allem als Porträtmalerin. Daneben schuf sie wenige Stillleben und Landschaften. Ihr Gesamtwerk umfasst mehr als 500 Arbeiten in Kreide und Pastell, seltener Öl. Dabei blieb sie der Tradition des Biedermeiers verhaftet. Sie kopierte auch Werke alter Meister.
Ihre gleichnamige Tochter Augusta Šantel die Jüngere malte hingegen bevorzugt Blumenstücke und Landschaften.
Porträts (Auswahl)
- Mutter der Künstlerin, 1872
- Anton Šantel, 1872, 1906, schwarze Kreide
- Anton Šantel, 1873, Slowenisches Ethnographisches Museum[3]
- Selbstbildnis, 1873, Öl, Familienbesitz
- Bildnisse von der Schwester Henriette und deren Ehemann Ludwig Boltzmann